# 11 Batalion Celny
11 Batalion Celny – jednostka organizacyjna formacji granicznych II Rzeczypospolitej.

## Formowanie i zmiany organizacyjne
Na podstawie rozkazu Ministra Spraw Wojskowych nr 3046/Org z dnia 24 marca 1921 w miejsce batalionów wartowniczych i batalionów etapowych utworzone zostały bataliony celne. 11 batalion celny powstał w granicach DOG Lwów, a zorganizowano go na bazie 2/VI batalionu wartowniczego. Etat batalionu wynosił 14 oficerów i 600 szeregowych. Podlegał Komendzie Głównej Batalionów Celnych, a pod względem politycznym Ministrowi Spraw Wewnętrznych.
Mimo że batalion był w całym tego słowa znaczeniu oddziałem wojskowym, nie wchodził on w skład pokojowego etatu armii. Uniemożliwiało to uzupełnianie z normalnego poboru rekruta. Ministerstwo Spraw Wojskowych zarówno przy ich formowaniu, jak i uzupełnianiu przydzielało mu często żołnierzy podlegających zwolnieniu, oficerów rezerwy oraz szeregowców i oficerów zakwalifikowanych przez dowództwa okręgów generalnych jako nie nadających się do dalszej służby wojskowej.
W listopadzie 1921 Ministerstwo Spraw Wewnętrznych postanowiło powołać brygady celne. 11 batalion celny znalazł się w strukturze 4 Brygady Celnej. W lutym 1922 w podporządkowanie 11 batalionu weszła kompania celna z 20 batalionu celnego. Otrzymała numer 5. Latem 1922 11 batalion celny został zluzowany przez Straż Celną i ześrodkował swoje pododdziały przy dowództwie batalionu w Śniatyniu i okolicy celem reorganizacji. Jego 2 kompania pozostała na linii granicznej, a jej dowództwo stacjonowało w owym czasie w Horodynce. W lipcu 1922 batalion został przeznaczony do wzmocnienia granicy wschodniej, w sierpniu opuścił Śniatyń i przegrupował się na Wileńszczyznę do dyspozycji Wojewody Wileńskiego . Jego dotychczasowy odcinek graniczny obsadził nowo powstały Inspektorat Straży Celnej „Śniatyn”.
Od sierpnia do października 1922 dowództwo batalionu, 1 i 2 kompania stacjonowały w Dzisnej, 3 kompania w Kadniszkach, a 4 kompania w Kotowiczach.
Wykonując postanowienia uchwały Rady Ministrów z 23 maja 1922, Minister Spraw Wewnętrznych rozkazem z 9 listopada 1922 zmienił nazwę „Baony Celne” na „Straż Graniczna”. Wprowadził jednocześnie w formacji nową organizację wewnętrzną. 11 batalion celny przemianowany został na 11 batalion Straży Granicznej.

## Służba celna
Odcinek batalionowy podzielony był na cztery pododcinki, które obsadzały kompanie wystawiające posterunki i patrole. Posterunki wystawiano wzdłuż linii granicznej w taki sposób, by mogły się nawzajem widzieć w dzień. W tym zakresie batalion współpracował z posterunkami i patrolami Policji Państwowej. Współpraca polegała na tym, że te pierwsze wystawiały wzdłuż linii granicznej stale posterunki i patrole, natomiast policja tworzyła je w głębi strefy, poza linią graniczną. W zakresie ochrony granicy batalion podlegał staroście.
W kwietniu 1922 bataliony celne będące na terenie DOG Lwów otrzymały zadanie chronić w rejonie swojej odpowiedzialności wiadukty, mosty kolejowe i dworce. Zadanie taki otrzymał także 11 batalion celny w Śniatynie.
Sąsiednie bataliony
- 10 batalion celny w Kołomyi ⇔ WP – VI 1921
- 10 batalion celny ⇔ 22 batalion celny – IX 1921[13]

## Kadra batalionu
Dowódcy batalionu
| stopień | imię i nazwisko   | okres pełnienia służby | kolejne stanowisko |
| ------- | ----------------- | ---------------------- | ------------------ |
| kpt.    | Henryk Heber      | VI 1921 – VI 1922      |                    |
| mjr     | Henryk Więckowski | VII 1922 – IX 1922     |                    |

## Struktura organizacyjna

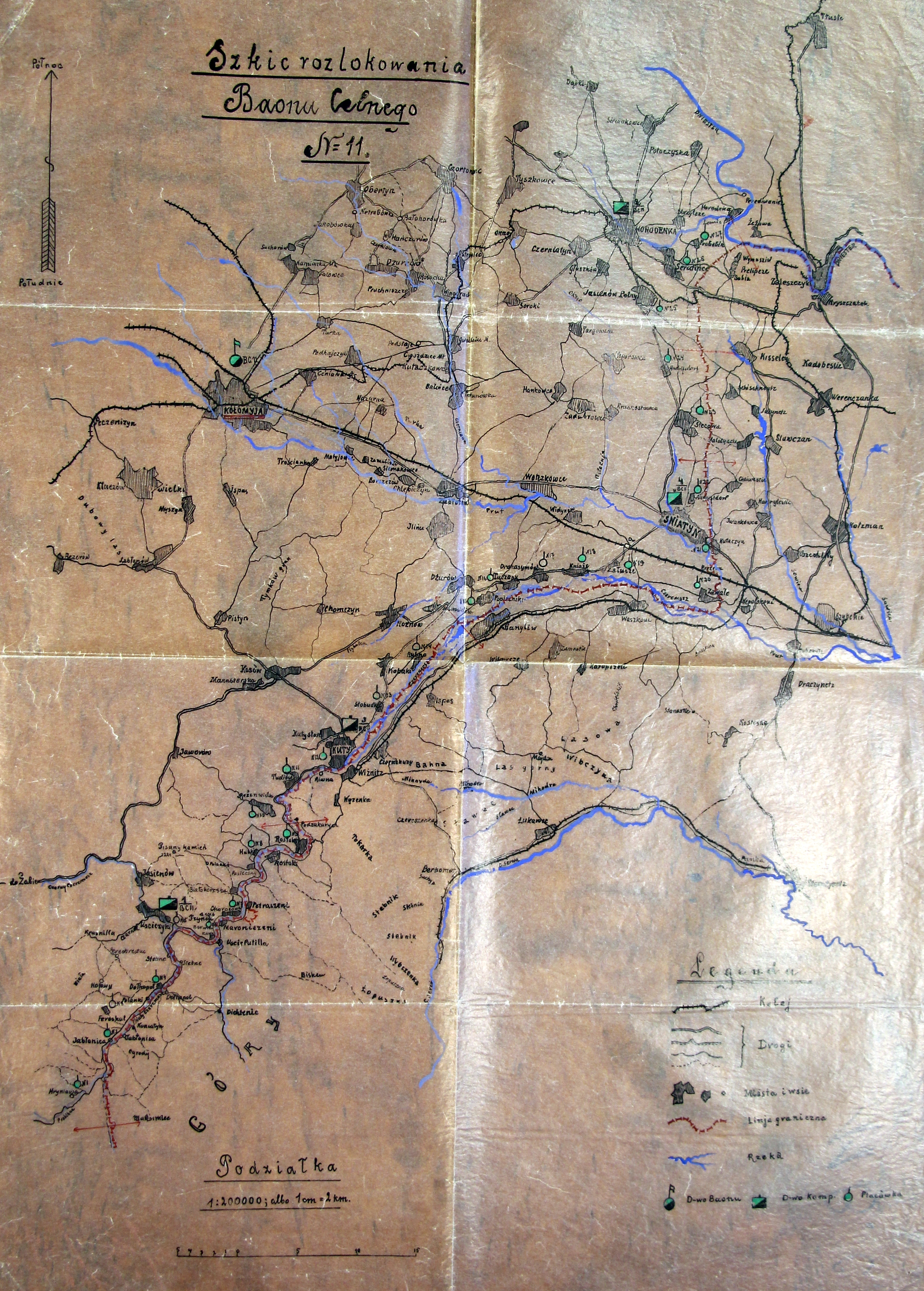
Rozmieszczenie 11 batalionu celnego w 1921

| Ordre be Bataille 11 batalionu celnego w Kołomyi na dzień 1 czerwca 1921   | Ordre be Bataille 11 batalionu celnego w Kołomyi na dzień 1 czerwca 1921 | Ordre be Bataille 11 batalionu celnego w Kołomyi na dzień 1 czerwca 1921 | Ordre be Bataille 11 batalionu celnego w Kołomyi na dzień 1 czerwca 1921 | Ordre be Bataille 11 batalionu celnego w Kołomyi na dzień 1 czerwca 1921 |
| kompanie                                                                   | 1. Uścieryki                                                             | 2. Horodenka                                                             | 3. Kuty                                                                  | 4. Śniatyn                                                               |
| -------------------------------------------------------------------------- | ------------------------------------------------------------------------ | ------------------------------------------------------------------------ | ------------------------------------------------------------------------ | ------------------------------------------------------------------------ |
| dowódcy                                                                    | por. Bratanicki                                                          | por. Janicki                                                             | por. Bielecki                                                            | por. Romanowski                                                          |
|                                                                            |                                                                          |                                                                          |                                                                          |                                                                          |
| placówki                                                                   | Hryniawa                                                                 | Stecowa                                                                  | Rożen Wielki                                                             | Popielniki                                                               |
| placówki                                                                   | Jabłonica                                                                | Rudolfsdorf                                                              | Tudiów                                                                   | Tuczapy                                                                  |
| placówki                                                                   | Fereskula                                                                | Jasieniów Polny                                                          | Kuty                                                                     | Drahasymów                                                               |
| placówki                                                                   | Dołhopole                                                                | Serafińce                                                                | Słobótka                                                                 | Kniaże                                                                   |
| placówki                                                                   | Uścieryki                                                                | Probabin                                                                 | Rybno                                                                    | Załucze                                                                  |
| placówki                                                                   | Berwinkowa                                                               |                                                                          |                                                                          | Zawale                                                                   |
| placówki                                                                   | Chorocowa                                                                |                                                                          |                                                                          | Kułaczyn                                                                 |
| placówki                                                                   | Huptyn                                                                   |                                                                          |                                                                          | Augustów                                                                 |
| placówki                                                                   | Roztoki                                                                  |                                                                          |                                                                          |                                                                          |
|                                                                            |                                                                          |                                                                          |                                                                          |                                                                          |
| Ordre de Bataille 11 batalionu celnego w Śniatyniu na dzień 1 grudnia 1921 |                                                                          |                                                                          |                                                                          |                                                                          |
| kompanie                                                                   | 1. Uścieryki                                                             | 2. Horodenica                                                            | 3. Kuty                                                                  | 4. Śniatyn                                                               |
| dowódcy                                                                    | por. Bratanicki                                                          | por. Janicki                                                             | por. Bielecki                                                            | por. Hartaś-Trzciński                                                    |
|                                                                            |                                                                          |                                                                          |                                                                          |                                                                          |
| placówki                                                                   | Hryniawa                                                                 | Stecowa                                                                  | Rostoki                                                                  | Popielniki                                                               |
| placówki                                                                   | Jabłonica                                                                | Rudolfsdorf                                                              | Rożen Wielki                                                             | Tuczapy                                                                  |
| placówki                                                                   | Fereskula                                                                | Serafińce                                                                | Tudiów                                                                   | Drahasymów                                                               |
| placówki                                                                   | Donkopole                                                                | Probabin                                                                 | Kuty                                                                     | Kniazie                                                                  |
| placówki                                                                   | Uścieryki                                                                |                                                                          | Słobódka                                                                 | Załucze Górne                                                            |
| placówki                                                                   | Barwinkowa                                                               |                                                                          | Rybna                                                                    | Załucze Dolne                                                            |
| placówki                                                                   | Horozowa                                                                 |                                                                          |                                                                          | Zawale                                                                   |
| placówki                                                                   | Hubki                                                                    |                                                                          |                                                                          | Przerwa                                                                  |
| placówki                                                                   |                                                                          |                                                                          | Kułaczyn                                                                 |                                                                          |
| placówki                                                                   |                                                                          |                                                                          | Augustowo                                                                |                                                                          |
| placówki                                                                   |                                                                          |                                                                          | Dworzec kolejowy                                                         |                                                                          |
|                                                                            |                                                                          |                                                                          |                                                                          |                                                                          |
| Ordre de Bataille 11 batalionu celnego w Dzisnej na dzień 30 września 1922 |                                                                          |                                                                          |                                                                          |                                                                          |
| kompanie                                                                   | 1. Dzisna                                                                | 2. Dzisna                                                                | 3. Kaduszki                                                              | 4. Kotowicze                                                             |
| dowódcy                                                                    | por. Czekiśniak                                                          | por. Janicki                                                             | por. Śwuszczewski                                                        | por. Bratanicki                                                          |
|                                                                            |                                                                          |                                                                          |                                                                          |                                                                          |
| placówki                                                                   | Mazurin                                                                  | Darażkowice                                                              | Polanka                                                                  | Radziewszczyzna                                                          |
| placówki                                                                   | Łąki                                                                     | Frułowo                                                                  | Kopciowo                                                                 | Barowszczyzna                                                            |
| placówki                                                                   | Dzisna                                                                   | Powiamisze                                                               | Olchówka                                                                 | Sielce                                                                   |
| placówki                                                                   |                                                                          | Gregorowicze                                                             | Czerepy                                                                  | Ostrów                                                                   |
| placówki                                                                   |                                                                          | Werki                                                                    |                                                                          | Kniazyn                                                                  |
|                                                                            |                                                                          |                                                                          |                                                                          |                                                                          |